# Giovanni Aicardi
Giovanni Aicardi (Cuneo, 1550 – Genova, 1631) è stato un architetto e ingegnere italiano.
Le notizie su questo autore sono relativamente scarse.
È citato da varie fonti storiche tra cui Rafael Sopranis e Federico Alizeri. Sono attribuiti all'Aicardi varie realizzazioni a Genova,tra cui il potenziamento dell'acquedotto e delle mura di cinta della Darsena. Progettò anche l'abside della chiesa di San Domenico e i granai pubblici, entrambi perduti. È inoltre attribuito il Palazzo Serra (DInegro) in Piazza Banchi a Genova.
Suo figlio Giovanni Giacomo Aicardi fu a sua volta ingegnere e costruì mura e fortificazioni della Darsena.